# Mara Bizzotto
Pour les articles homonymes, voir Bizzotto.
Mara Bizzotto, née le 3 juin 1972 à Bassano del Grappa, est une femme politique italienne, membre de la Ligue du Nord.

## Biographie
Députée européenne italienne, Mara Bizzotto est membre de la Ligue du Nord. Au Parlement européen, elle fait partie du groupe Europe libertés démocratie et est membre de la commission de l'emploi et des affaires sociales. Elle est réélue en mai 2014, avec 45 270 voix de préférence. Elle siège alors parmi les Non-inscrits, afin de rejoindre l'Europe des nations et des libertés en juin 2015.